# Antonio Jacobsen
Antonio Nicolo Gasparo Jacobsen (2. november 1850 – 2. februar 1921) var en danskfødt amerikansk marinemaler, der blev kendt som "Audubon inden for dampskibe".

## Liv og virke

### Ungdom i København
Jacobsen blev født i København i 1850. Hans far var kongelig instrumentmager Thomas Jacobsen, og faderens beundring for italienske violinbyggere medførte, at sønnen blev udstyret med de tre fornavne Antonio, Nicolo og Gasparo, efter henholdsvis Antonio Stradivari, Nicolo Amati og Gasparo da Salò.. Jacobsen interessede sig for billedkunst og i 1869-70 var han elev på Det Kongelige Danske Kunstakademi.. Derefter blev han ansat i firmaet C.A. Philipsens Efterfølger i København. Det gik ikke godt: I maj 1872 blev han i Højesteret idømt et års fængsel med strafarbejde for at have bedraget sin principal, grosserer Cappelen for 3.674 Rigsdaler. Da han blev løsladt i 1873, emigrerede han til U.S.A.

### Tiden i U.S.A.
Antonio Jacobsen kom til USA i august 1873. Han bosatte sig i West Hoboken (nu Union City) i New Jersey, på den anden side af Hudson River fra Manhattan og New York Harbor, som var fyldt med skibe fra USA og resten af verden. Jacobsen begyndte at male billeder af skibe, og i takt med at hans omdømme voksede, blev han opsøgt af skibes ejere for at male deres skibe, kaptajner og medlemmer, og mange af hans værker blev solgt for 5 dollars.
Jacobsen malede over 6.000 portrætter af sejl- og dampskibe, hvilket gjorde ham til "den mest produktive marinemaler". Mange af hans bestillinger kom fra kaptajner, og Jacobsen blev valgt både som følge af hans nøjagtighed, men også for hans lave pris.

## Galleri
- S.S. Mohawk, dateret 1911
- Samar in New York Harbor i Mariners' Museums samling
- SS Columbia i privat samling